# St Giles in the Wood
Pour les articles homonymes, voir St Giles et Gilles.
 (mai 2023).
St Giles in the Wood est un village et une paroisse civile du Devon, situé dans le sud-ouest de l'Angleterre.